# Randia genipifolia
Randia genipifolia là một loài thực vật có hoa trong họ Thiến thảo. Loài này được (Standl. & Steyerm.) Lorence miêu tả khoa học đầu tiên năm 1998.